# Studená fúze
Studená fúze je hypotetický typ jaderné reakce, ke které by mělo docházet za pokojové teploty či blízko ní. Oproti tomu horká fúze probíhá za teplot mnohonásobně vyšších, dosahujících miliónů stupňů Celsia a obrovských tlaků, tedy za podmínek, které panují např. uvnitř hvězd. Ve vědeckém světě není v současnosti znám žádný teoretický model, který by existenci studené fúze umožňoval.

## Historie
V roce 1989 publikoval Martin Fleischmann a Stanley Pons článek, kde deklarovali, že se jim v jejich vědecké aparatuře během elektrolýzy těžké vody za běžných teplot podařilo vyprodukovat anomální množství tepla, což dle jejich závěrů patrně způsobila zatím neznámá jaderná reakce. Současně publikovali, že se jim během této reakce podařilo detekovat malé množství neutronů a tritia, což jsou časté vedlejší produkty jaderných reakcí. Výsledky jejich práce vzbudily značný mediální rozruch, jelikož znamenaly naději na získání snadného a levného zdroje energie.
Výsledky experimentu se v následujících letech pokusila reprodukovat celá řada vědeckých týmů po celém světě, nicméně většinou s negativními výsledky. U několika prací, které přinesly pozitivní výsledky, byla později zjištěna pochybení, což vedlo k jejich zpětnému stažení. Současně se podařilo objevit několik chyb a pochybení i v původním článku z roku 1989, včetně zjištění, že původním autorům se během experimentů vůbec nepodařilo přítomnost neutronů a tritia detekovat.
Od té doby se objevilo několik dalších prohlášení o pozorování studené fúze či dokonce o připravenosti jejího využití k výrobě energie (např. reaktor E-Cat), ale pozorování jevu byla buď vyvrácena, nebo nebyly poskytnuty údaje potřebné k reprodukci.
Roku 2019 po několika letech spolupráce několika významných institucí zatím nedošlo k prokázání.